# Isla de la Luna
Die Isla de la Luna (dt. Mondinsel, auch Isla Koati; Koati-Insel, Quechua Killawat’a) ist eine Insel im bolivianischen Teil des Titicacasees.
Die „Mondinsel“ gehört zum Landkreis Copacabana in der Provinz Manco Kapac. Sie ist 2,80 Kilometer lang, 0,76 Kilometer breit, ist 4,1 Kilometer vom Festland und 7 Kilometer von der benachbarten Isla del Sol (dt. Sonneninsel) entfernt. Die höchste Erhebung der Insel liegt zwar lediglich 115 m über dem Wasserspiegel des Sees, damit aber 3925 m über NN (Meeresniveau).
Die Bewohner der Insel sprechen Quechua, Aymara und Spanisch.
Während der 1940er Jahre fungierte die Insel als Boliviens wichtigstes Gefängnis bzw. Konzentrationslager, nach dem Staatsstreich gegen Präsident Villarroel im Jahr 1946 wurden mehrere Hundert aufständische Bauern hier interniert.

## Archäologische Stätten
Auf der Insel befindet sich die archäologische Stätte Iñak Uyu sowie zwei archäologische Stätten des Tiwanaku-Staats.

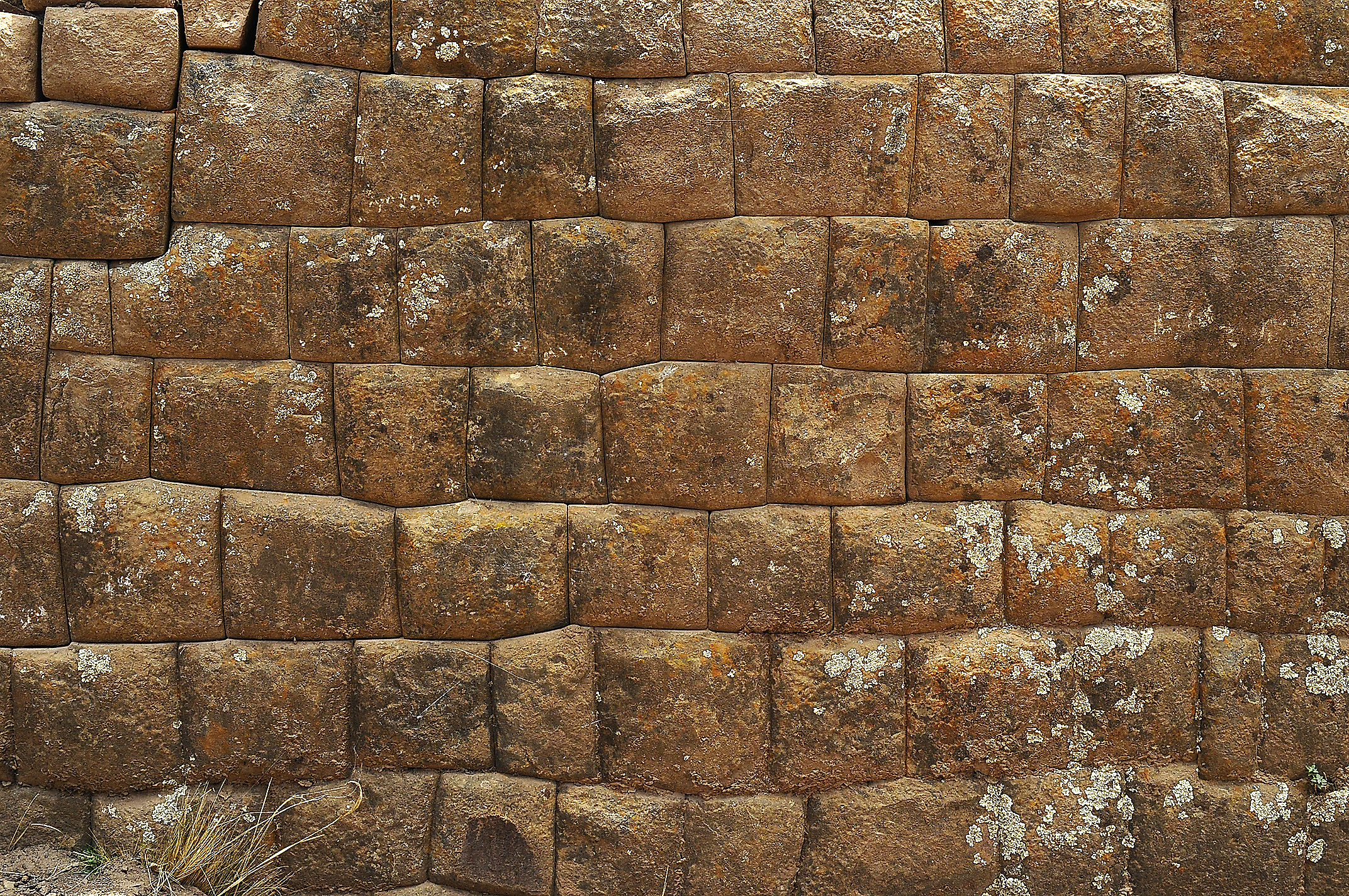
Fugenloses Mauerwerk nahe Iñak Uyu
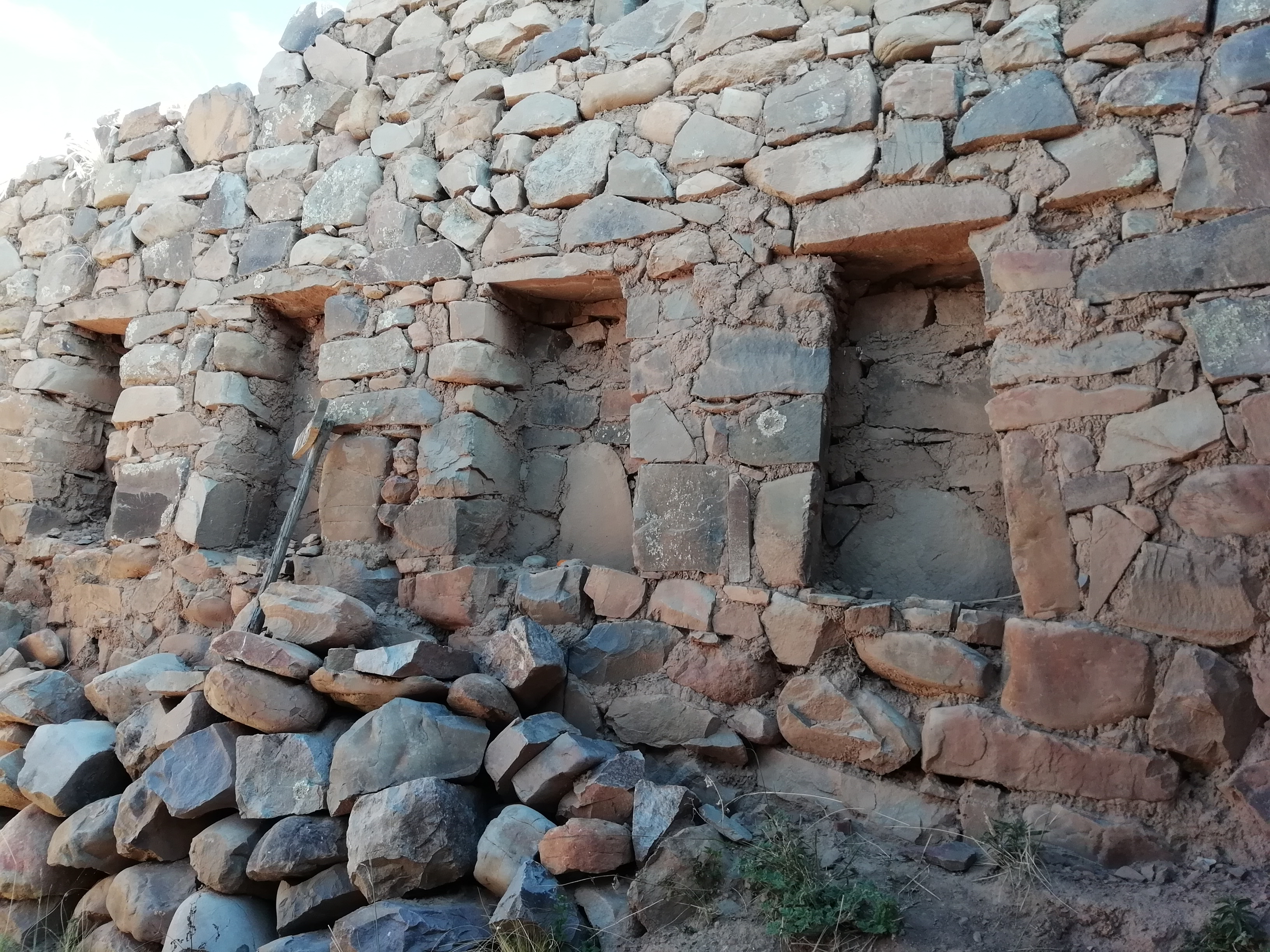
Typische Inka-Nischen bei Iñak Uyu
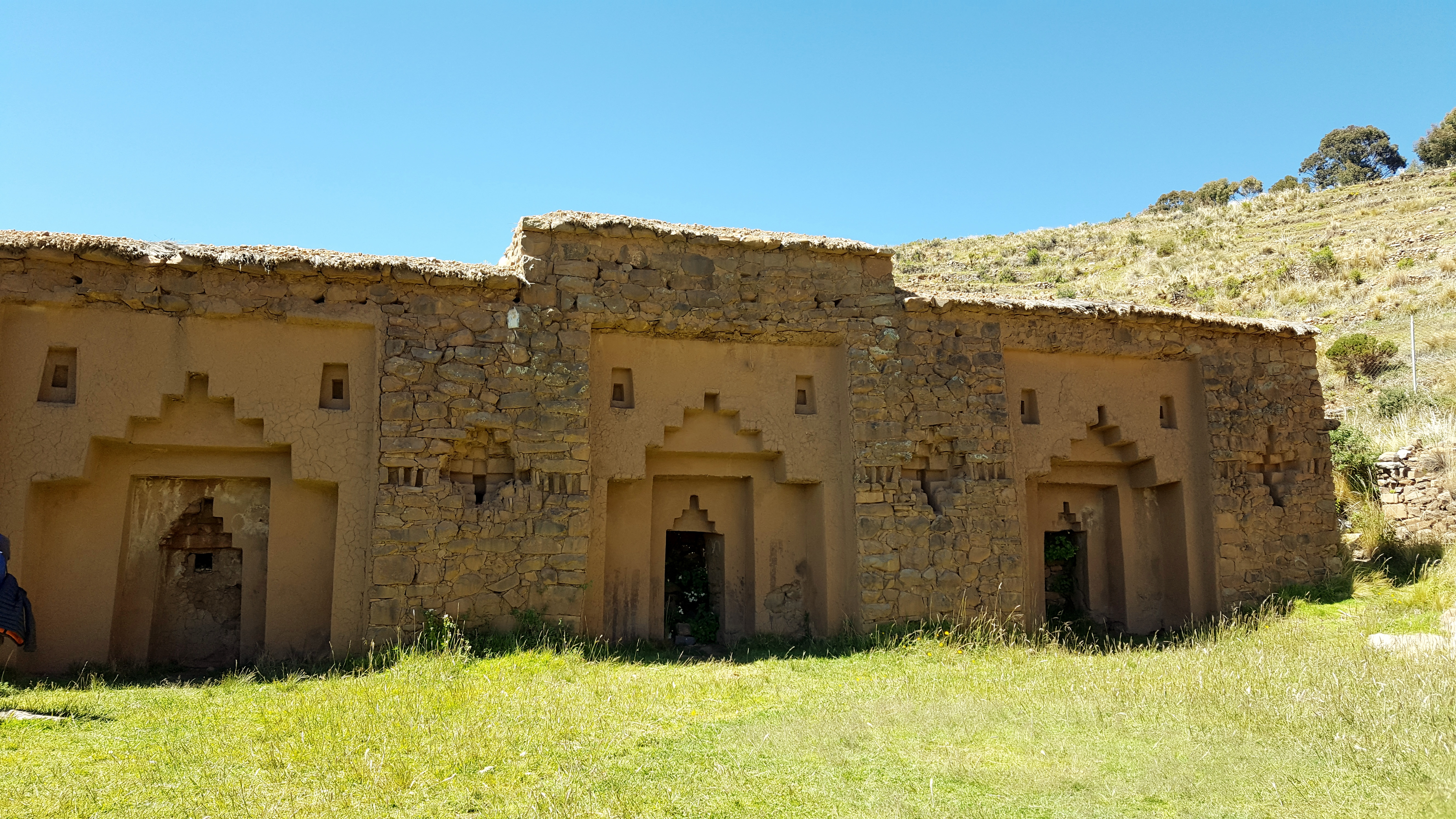
Iñak Uyu
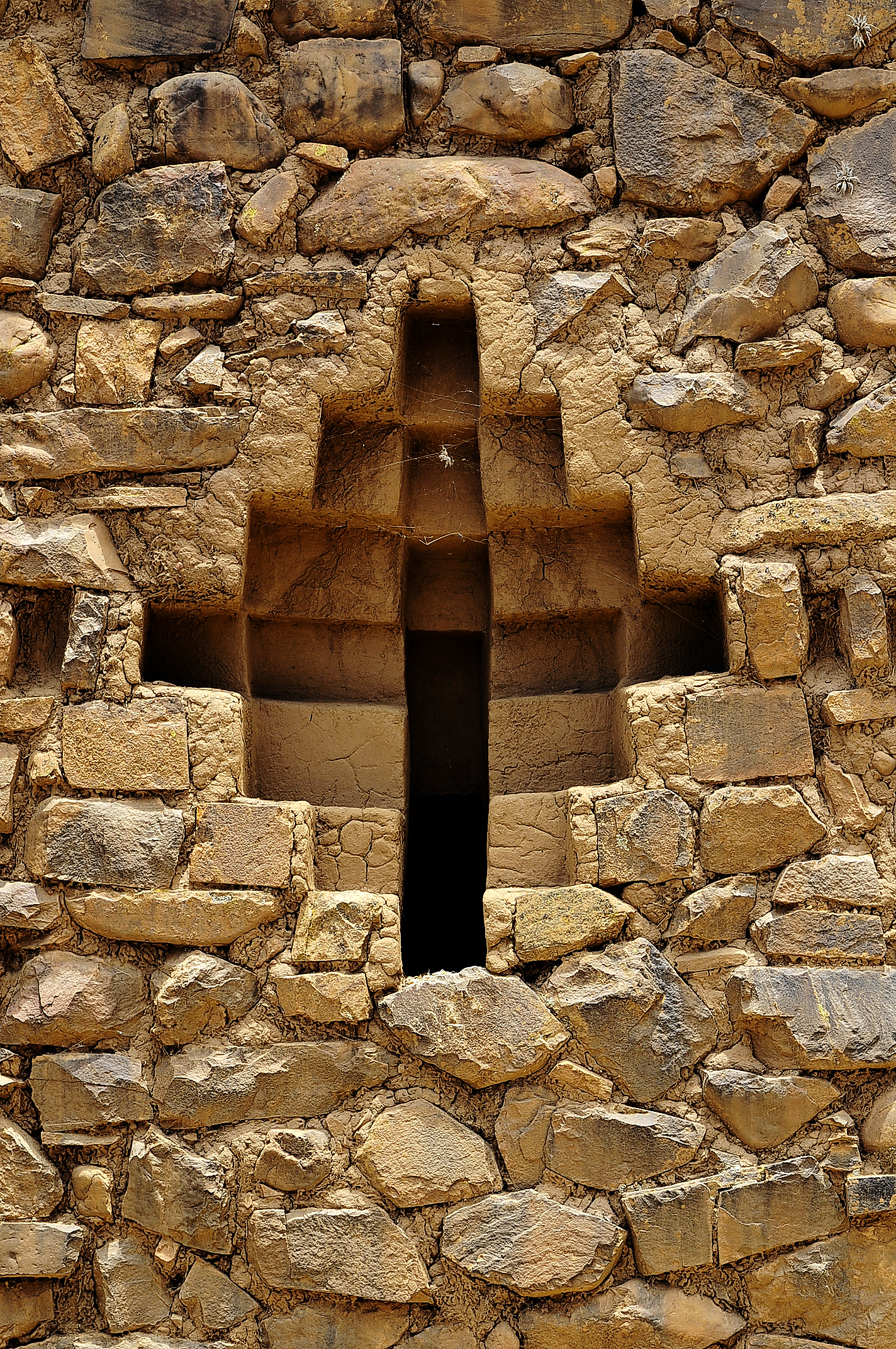